# Абдул-Меджид II
Абду́л-Меджи́д II (осман. عبد المجید ثانى‎, тур. II. Abdülmecid), также Абдулмеджи́д-эфе́нди (тур. Abdülmecid Efendi; 29 мая 1868, Стамбул — 23 августа 1944, Париж) — последний халиф из династии Османов (1922—1924 годы); единственный халиф в истории Османской империи, не носивший одновременно титула султана.
Как четвёртый сын султана Абдул-Азиза Абдул-Меджид имел призрачные шансы на османский престол: в 1876 году, после свержения Мурада V, он занимал только восьмое место в линии престолонаследия. В 1912 году по предложению албанцев, питавших надежды на создание независимого государства, Абдул-Меджид должен был стать главой нового государства, поскольку из всех принцев именно его воспитание и образование были наиболее европеизированными, но против этого выступила Италия.
К 1916 году Абдул-Меджид пережил правление троих кузенов, оказавшись в шаге от трона в правление четвёртого — Мехмеда VI. 1 ноября 1922 года Великое национальное собрание Турции в Анкаре постановило разделить султанат и халифат и упразднить первый. 18 или 19 ноября ВНСТ назвало Абдул-Меджид халифом империи как самого достойного представителя династии с точки зрения морали, но уже 29 октября 1923 года Османское государство прекратило своё существование, а на смену ему пришла Турецкая Республика, и необходимость в халифате отпала. 3 марта 1924 года был издан закон № 431, согласно которому все прямые члены династии Османов изгонялись из страны; в тот же вечер Абдул-Меджид с семьёй и слугами отбыл в Швейцарию.
Жизнь в Швейцарии для Абдул-Меджида оказалась слишком дорогой, и было принято решение о переезде в Лондон, где ему уже была назначена рента от будущего свата низама Хайдарабада Асаф Джаха VII. К этому времени бывший халиф потерял интерес к политике и погрузился в свои увлечения: рисование и музыку. После свадьбы дочери в 1931 году Абдул-Меджид уехал в Париж, где и скончался в возрасте 76 лет.

## Биография

### В правление четырёх султанов

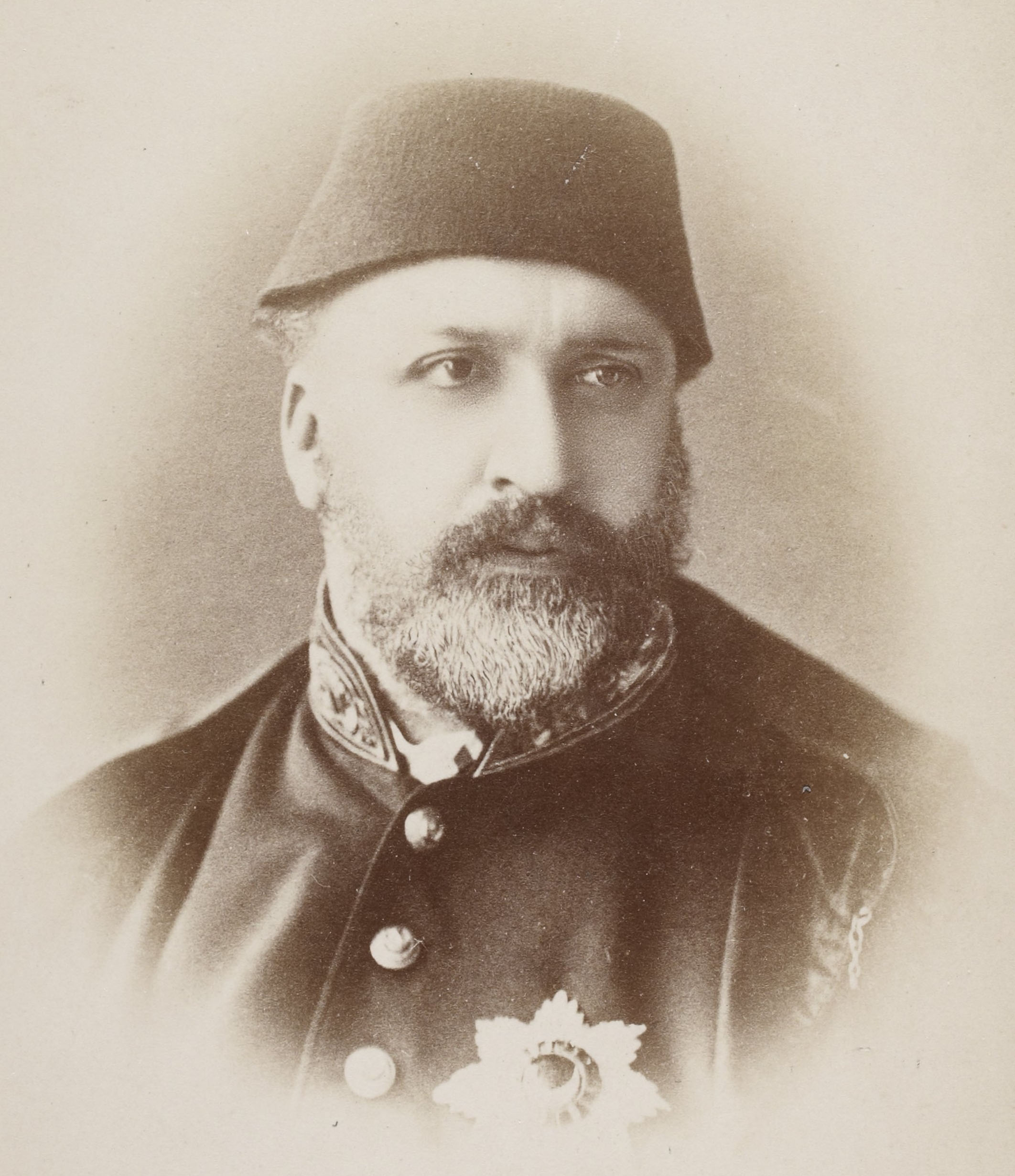
Абдул-Азиз, отец Абдул-Меджида

Абдул-Меджид родился 29 (по другим данным — 30) мая 1868 года в султанском дворце Долмабахче в Стамбуле и был четвёртым сыном и седьмым ребёнком из тринадцати детей султана Абдул-Азиза; матерью шехзаде была вторая жена султана черкешенка Хайраныдиль Кадын-эфенди. Из всех братьев и сестёр у Абдул-Меджида была только одна полнородная сестра — Назиме-султан, родившаяся двумя годами ранее. Абдул-Меджид получил европейское образование.
К 1876 году недовольство правлением отца Абдул-Меджида достигло пика и против него созрел заговор. 10 мая 1876 года заговорщики, возглавляли которых бывший и будущий великий визирь Мютерджим Мехмед Рюшди-паша, военный министр Хусейн Авни-паша, шейх-уль-ислам Хасан Хайруллах-эфенди и министр без портфеля Мидхат-паша, начали действовать. 12 мая заговорщиками был созван совет, который постановил, что Абдул-Азиз более не способен занимать султанский трон. В ночь с 29 на 30 мая Абдул-Азиз с семьёй оказался заблокирован во дворце Долмабахче. Параллельно шло разграбление имущества семьи бывшего султана. Затем, отец Абдул-Меджида был вывезен во дворец Топкапы, когда новый султан прибыл в Долмабахче, а затем с позволения Мурада V и его советников перебрался с семьёй в выбранный им дворец Ферие. 4 июня 1876 года отец Абдул-Меджида был найден мёртвым во дворце Ферие; тело Абдул-Азиза было обследовано несколькими врачами, и официально было объявлено, что свергнутый султан совершил самоубийство, хотя позднее, в 1881 году, было доказано, что он был убит заговорщиками. Некоторое время после смерти отца и свержения двоюродного брата Мурада V Абдул-Меджид оставался с семьёй в Ферие.
В середине 1912 года албанский член османского правительства Басри-бей сообщил австро-венгерскому послу Иоганну фон Паллавичини, что албанцы питают надежды на создание независимого государства, во главе которого встал бы османский принц — наиболее подходящей кандидатурой они считали Абдул-Меджида-эфенди, поскольку из всех принцев именно его воспитание и образование были наиболее европеизированы. Однако против этой идеи выступила Италия, заявившая о том, что не примет во главе Албании ни Абдул-Меджида, ни любого другого османского принца. Австро-Венгрия поддержала итальянскую позицию.

### Наследник престола

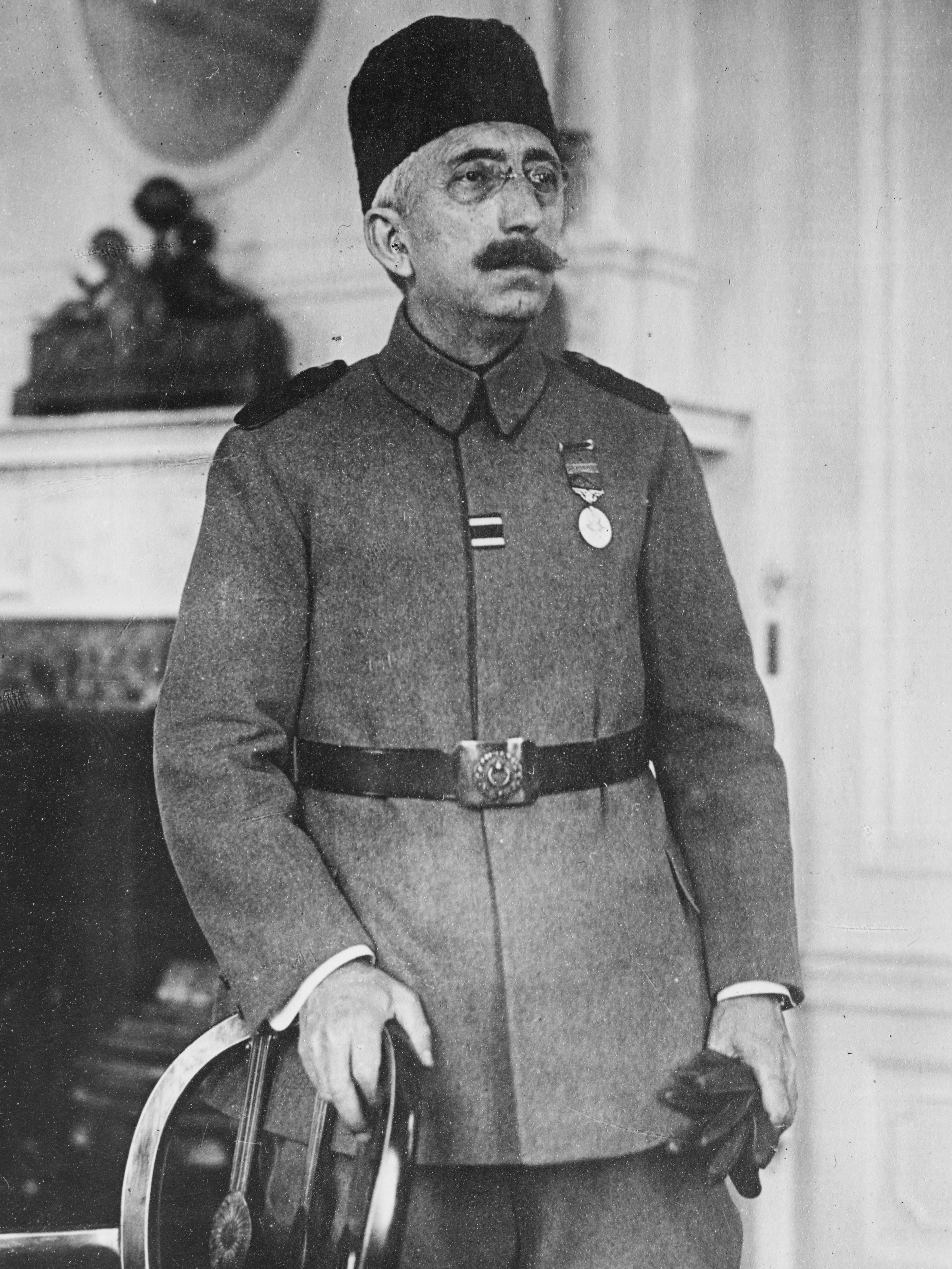
Султан Мехмед VI, при котором Абдул-Меджид был наследником престола

Согласно принципу наследования, появившемуся в начале XVII века, османский трон наследовал старший представитель династии мужского пола по мужской линии; новым султаном стал кузен Абдул-Меджида Абдул-Хамид II. На тот момент у самого Абдул-Меджида существовали мизерные шансы занять трон: он был только восьмым в линии престолонаследия после пятерых кузенов и двух старших единокровных братьев. Абдул-Хамид II был свергнут в 1909 году и к власти пришёл его младший брат Мехмед V; к тому моменту Абдул-Меджид занимал третье место в линии престолонаследия после кузена Мехмеда, ставшего впоследствии султаном, и единокровного брата Юсуфа Иззеддина, который по официальной версии совершил самоубийство в 1916 году. Таким образом, Абдул-Меджид пережил правление троих кузенов, оказавшись в шаге от трона в правление четвёртого — Мехмеда VI.
4 июля 1918 года на трон взошёл Мехмед VI, практически не имевший власти — страной управляли младотурки во главе с Энвером-пашой, к этому времени потерявшие поддержку народа. Сорокалетний Абдул-Меджид, являвшийся старшим членом династии мужского пола, имевшим права на престол, был объявлен наследником. К лету 1918 года военное и политическое положение империи были крайне тяжёлыми; в октябре правительство подписало унизительное Мудросское перемирие, ознаменовавшее выход страны из Первой мировой войны и фактический конец империи. 3 ноября большинство младотурок бежало из страны, 14 ноября столица империи была оккупирована странами-членами Антанты, а правительство султана стало марионеткой в руках союзников. Действия султана подверглись критике народа.

### Халиф

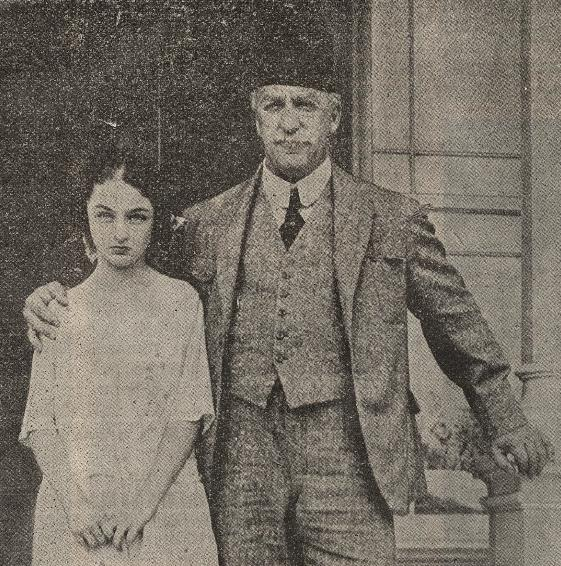
Абдул-Меджид II с дочерью Дюррюшехвар-султан

1 ноября 1922 года Великое национальное собрание Турции в Анкаре постановило разделить султанат и халифат и упразднить первый, чтобы положить конец правительству в Стамбуле. Также собрание решило, что османский халифат должен возглавлять член правящей династии, но не тот, кто наследует титул султана, а самый достойный с точки зрения морали. Однако 1 ноября султан Мехмед VI не был лишён титула халифа и 3 ноября ещё присутствовал на пятничной молитве в качестве такового. Наконец, 16 ноября Великое национальное собрание Турции лишило Мехмеда VI титула не только султана, но и халифа, а на следующий день экс-султан покинул страну.
19 (по другим данным — 18) ноября 1922 года Великое национальное собрание Турции избрало Абдул-Меджида халифом, как наиболее достойного этого титула. 24 ноября в мечети Хырка-и Шериф близ Топкапы Абдул-Меджид принёс присягу на верность халифату. На церемонии присутствовали многие государственные деятели, в том числе представители правительства в Анкаре — Рефет-паша и Ходжа Мюфид-эфенди. Впервые была произнесена молитва на турецком языке вместо арабского. Также в мечети Фатих впервые от имени нового халифа Мюфидом-эфенди была зачитана проповедь на турецком языке. После чего Абдул-Меджид поблагодарил правительство за оказанное ему доверие.
Вскоре Абдул-Меджид столкнулся с некоторыми сложностями: он желал использовать титул халифа — посланника Аллаха, этот же титул как султан и халиф носил и отец Абдул-Меджида; однако Мустафа Кемаль настаивал на присвоении халифу титула халифа правоверных, что подчеркнуло бы разделение султаната и халифата. В это же время, 21-27 декабря 1923 года, проходило собрание халифов, на котором были подтверждены полномочия Абдул-Меджида. Вместе с тем, 3 января Мустафе Кемалю халифами было присвоено звание спасителя халифата. 15 января во время очередного заседания Великое национальное собрание Турции вынесло на обсуждение вопрос о целесообразности сохранения халифата.
29 октября 1923 года Османское государство прекратило своё существование, а на смену ему пришла Турецкая Республика, и необходимость в халифате отпала. Газеты пестрили заголовками о том, что Абдул-Меджид добровольно снимает с себя полномочия халифа, однако сам он хранил молчание. 5 декабря 1923 года газета исламского сообщества Великобритании выпустила публикацию в защиту Абдул-Меджида и халифата в целом. Сторонники халифата оставались и в самой Турции. Несмотря на это, 3 марта 1924 года был издан закон № 431, согласно которому все прямые члены династии Османов изгонялись из страны. В тот же вечер Абдул-Меджид с сыном, дочерью, жёнами, учителем Салихом Кераметом Нигяром (сыном поэтессы Нигяр-ханым), личным секретарём Хюсейном Накипом и врачом Селахаддин-беем автомобилями был доставлен к поезду в Чаталдже. Семье бывшего халифа были предоставлены от правительства 2000 фунтов, швейцарские визы и номера в одном из альпийских отелей.

### Изгнание и смерть

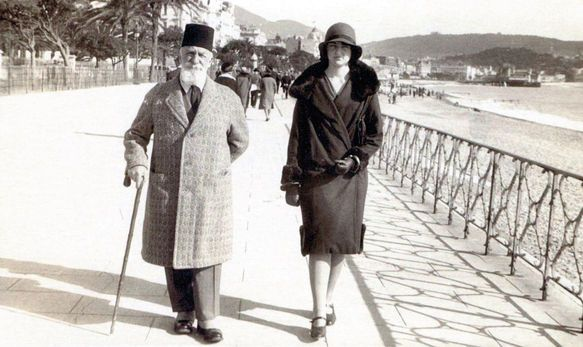
Абдул-Меджид и его дочь Дюррюшехвар во время утренней прогулки по Английской набережной

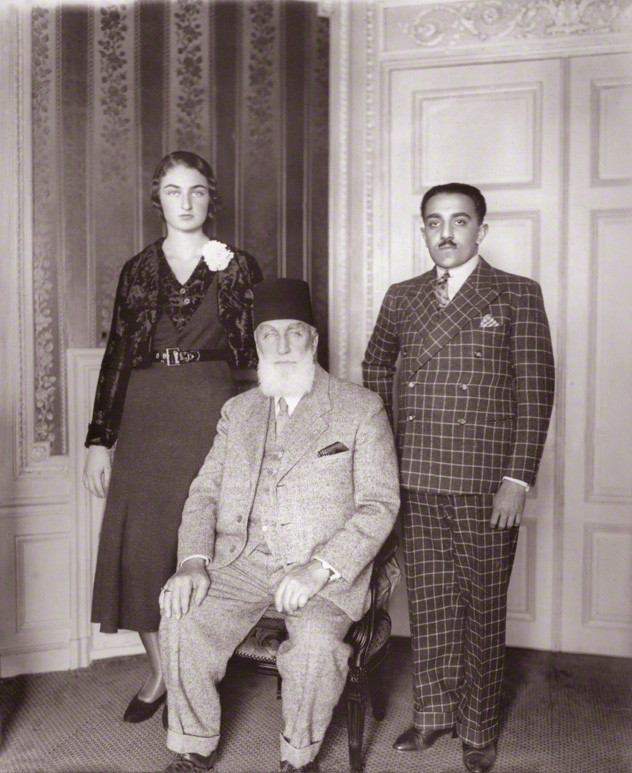
Абдул-Меджид с дочерью и зятем в 1931 году

После заселения в отель к Абдул-Меджиду, всегда с теплотой относившегося к Европе, стали стекаться многочисленные журналисты, жаждавшие узнать историю халифа из первых уст. Вместе с тем, бывший халиф получал многочисленные телеграммы из мусульманского мира, в которых ему выражали сочувствие и сообщали последние новости из Турции. Абдул-Меджид старался отвечать на все телеграммы и даже 11 марта 1924 года сделал официальное заявление, в котором не признавал решения Великого национального собрания Турции, считая его необоснованным и продажным; он также сообщил, что весь исламский мир поддерживает его и ждёт от него помощи. Это заявление было выпущено через несколько дней после того, как Абдул-Меджида посетил представитель местной власти и передал бывшему халифу заявление турецкого правительства; швейцарский посланник также попросил Абдул-Меджида не упоминать в своих заявлениях страну, приютившую его.

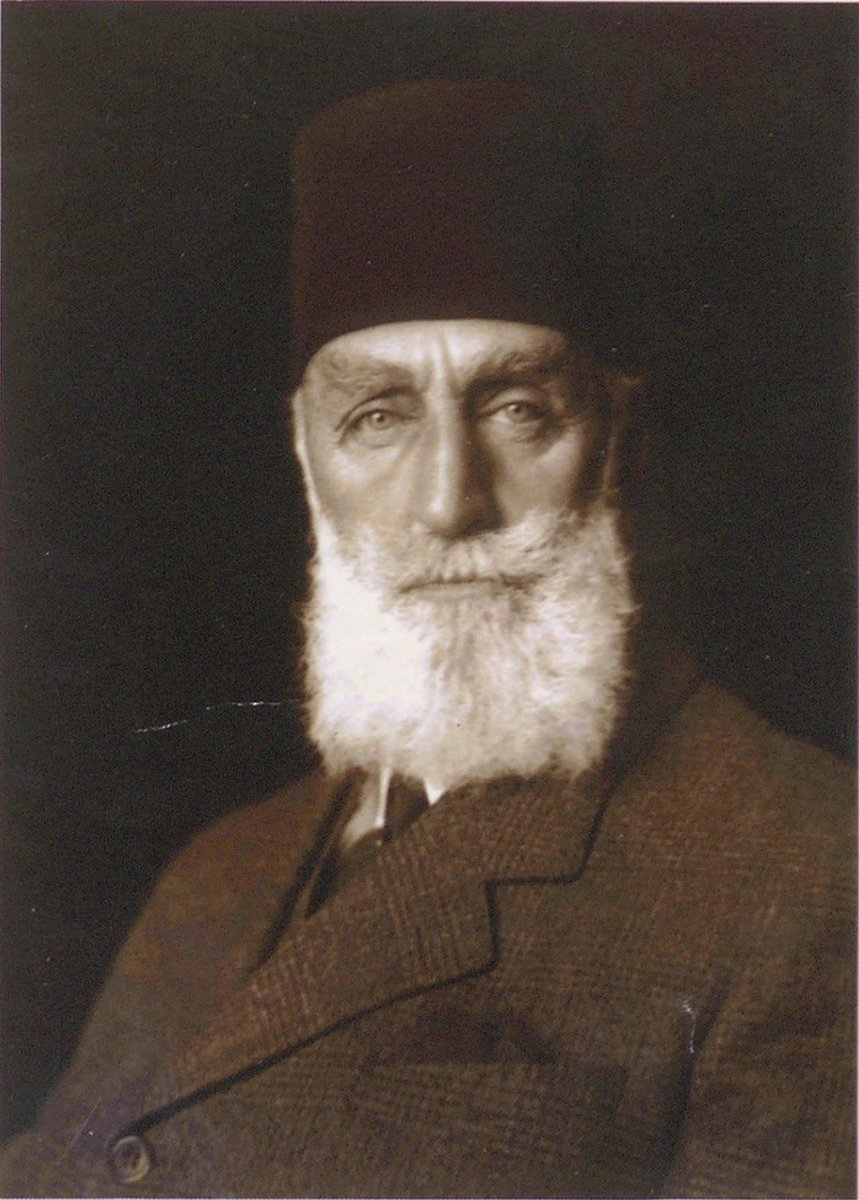
Абдул-Меджид незадолго до смерти

Расходы Абдул-Меджида и его семьи в Швейцарии были слишком велики, и он отправил учителя Салиха Керамета договориться о переезде в Париж, однако Салиху удалось договориться только о переезде в Лондон. В Лондоне низам Хайдарабада Асаф Джах VII в надежде на плодотворный союз через своего поверенного назначил Абдул-Меджиду ренту в 300 фунтов в месяц. В октябре 1924 года Абдул-Меджиду с семьёй удалось уехать во Францию, где они поселились в Ницце. Здесь поступили брачные предложения к дочери Абдул-Меджида Дюррюшехвар-султан и правнучке Мурада V Нилюфер Ханым-султан: в мужья им были предложены сыновья низама Хайдарабада и его первой жены — Азам Джах и Моаззам Джах. Брак дочери, заключённый 12 ноября 1931 года, позволил Абдул-Меджиду улучшить своё финансовое положение. К этому времени бывший халиф потерял интерес к политике и погрузился в свои увлечения: рисование и музыку.
После свадьбы дочери Абдул-Меджид переехал в Париж, где оставался до конца своих дней. Он умер 23 августа 1944 года; смерть бывшего халифа совпала с освобождением Парижа от немецкой оккупации во время Второй мировой войны. Абдул-Меджид просил похоронить его в Стамбуле с остальными родственниками, но Салиху Керамету не удалось договориться с турецкими властями. Дюррюшехвар-султан лично встретилась с президентом республики Исметом Инёню, однако и ей не удалось договориться о перевозке и захоронении отца на родине. Первоначально тело Абдул-Меджида было захоронено в парижской мечети, однако затем, 30 марта 1954 года, перенесено в Медину.

## Увлечения
Абдул-Меджид был большим любителем искусства. В частности, он был председателем общества османских художников и считается одним из самых значимых художников позднего периода османского искусства. Большая часть картин, написанных Абдул-Меджидом, хранится в частных галереях Стамбула. Его картины Бетховен во дворце, Гёте в гареме, Автопортрет и Султан Селим I были представлены на выставке османских картин в Вене в 1918 году. Ранее в 1900 году картины Абдул-Меджида уже выставлялись в Париже. Среди прочих работ халифа были Придворные дамы, Халиль Эдхем и другие портреты.

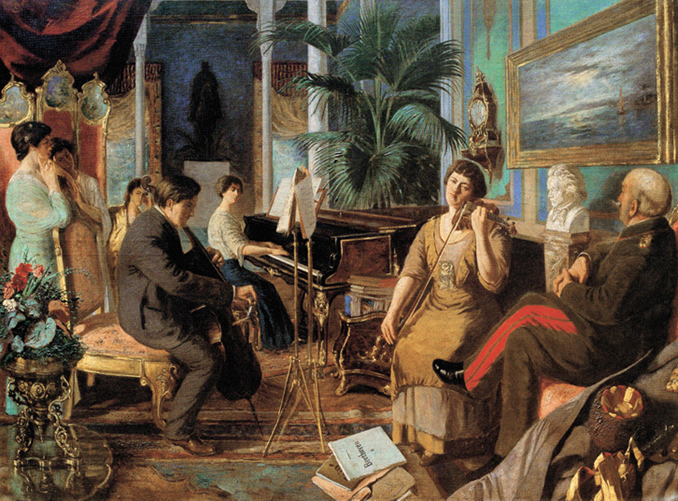
«Бетховен во дворце», 1915. На картине изображена музыкальная комната в павильоне Абдулмеджида-эфенди[тур.]: главная жена Шехсувар играет на скрипке, Офелия (Хатче-кадын) — на пианино, Омер Фарук — на виолончели. Женщины позади Омера Фарук, вероятно, оставшиеся жёны Абдул-Меджида, одна из которых — Атие Мехисти Кадын-эфенди.
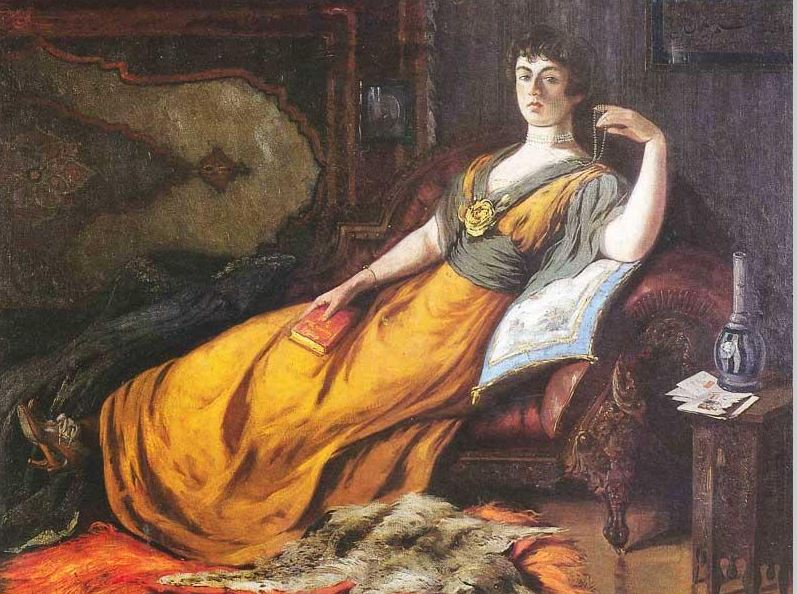
«Гёте в гареме», 1917. На картине изображена главная жена Абдул-Меджида Шехсувар Кадын-эфенди. Картина отображает объединение восточной и западной культур: позади Шехсувар изображён турецкий ковёр, сама она полулежит на тахте и держит в руках томик Гёте.

Одной из последних работ халифа стала картина с политическим подтекстом: на картине изображён учитель истории, на столе перед ним лежит карта Румелии (современные Балканы); учитель закрывает лицо руками, выражая горе или стыд от потери этих территорий. Рыжеволосая девочка смотрит на карту, на которую указывает мальчик в накрахмаленном воротнике, галстуке и костюме, как бы призывая вернуть Румелию. Под рамкой Абдул-Меджид несмело добавил подпись: «Забудьте тех, кто причинил вам вред, но не прощайте тех, кто оскорбил вашу Родину».

## Семья
Жёны и дети:
- Шехсувар Кадын-эфенди (2 мая 1881—1945) — брак заключён 22 ноября/22 декабря 1896 года.
  - Омер Фарук-эфенди (28 февраля 1898 — 28 марта 1969) — был дважды женат. Первым браком с 29 апреля 1920 года на своей троюродной сестре Рукие Сабихе-султан, дочери султана Мехмеда VI и Эмине Назикеды Кадын-эфенди, от которой имел троих дочерей; брак окончился разводом в 1948 году. Вторым браком с 31 июля 1948 года был женат также на своей кузине Михрибан Михришах-султан, дочери шехзаде Юсуфа Иззеддина-эфенди и Леман Ханым-эфенди; брак был бездетным.
- Хайрюнниса Кадын-эфенди (2 марта 1876 — 3 сентября 1936) — брак заключён 18 июня 1902 года.
- Атие Мехисти Кадын-эфенди (27 января 1892—1964) — брак заключён 16 апреля 1912 года.
  - Хатидже Хайрие Айше Дюррюшехвар-султан (12 марта 1913 — 7 февраля 2006) — с 20 декабря 1931 года была замужем за низамом Хайдарабада Азамом Бахадуром, от которого родила двоих сыновей.
- Бехрус Кадын-эфенди (24 мая 1903—1955) — брак заключён 21 марта 1921 года.